# Namiot Sibleya

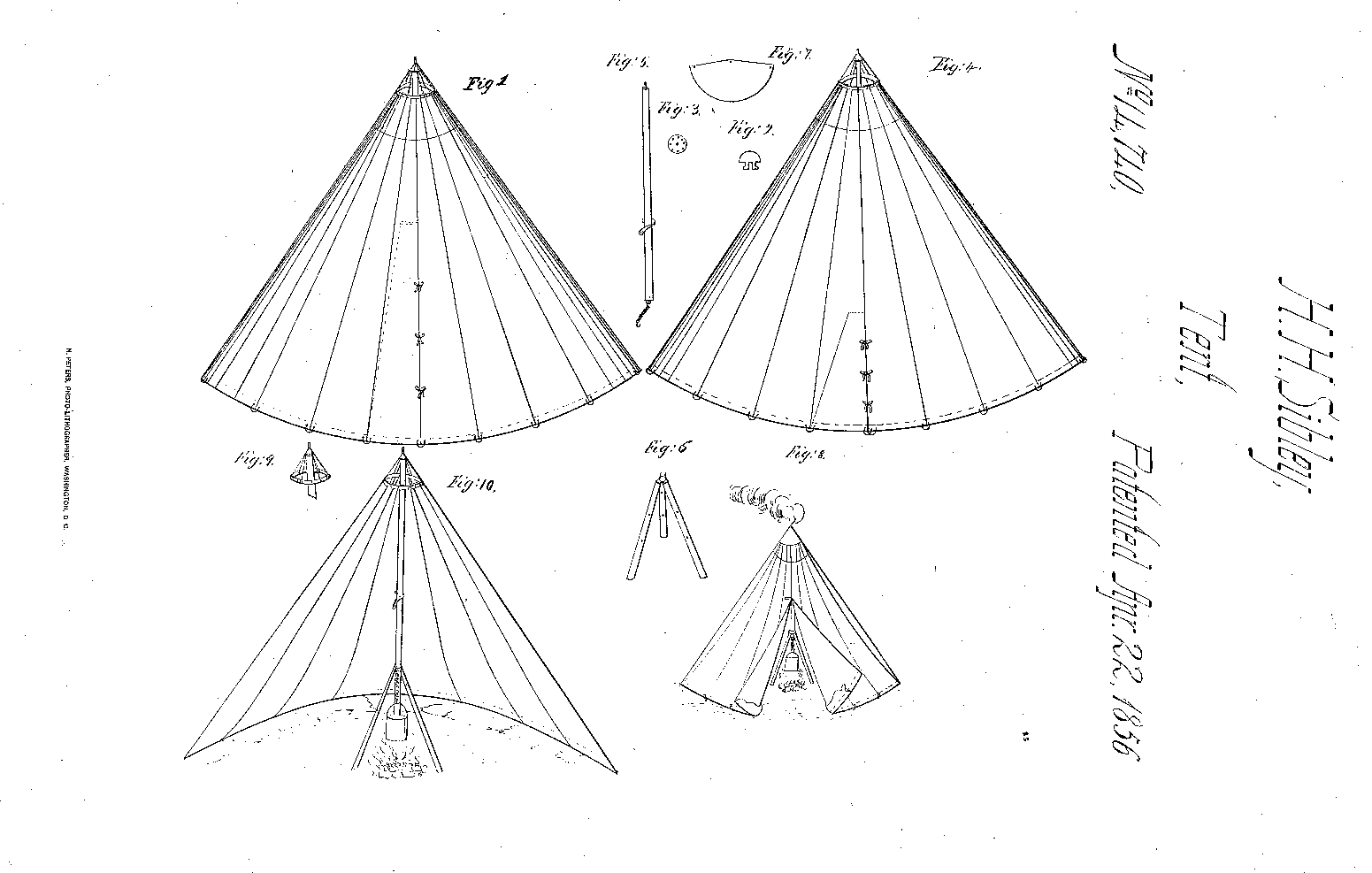
Dokument patentowy nr 14740 dla namiotu Sibleya

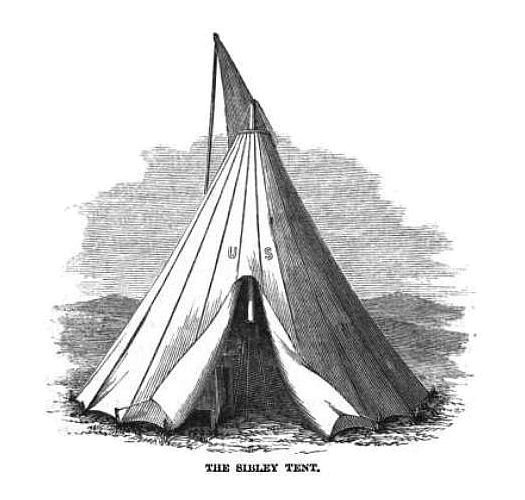
Namiot Sibleya na ilustracji (1859)

Namiot Sibleya (ang. Sibley tent) – namiot wynaleziony przez amerykańskiego oficera Henry’ego Hopkinsa Sibleya i opatentowany w roku 1856. Inspiracją dla autora było indiańskie tipi. Namiot miał kształt stożka o wysokości około 4 metrów i około 6 metrów średnicy u podstawy. Mogło w nim swobodnie znaleźć nocleg dwunastu ludzi.

## Opis konstrukcji
Namiot Sibleya znacznie różnił się od innych „stożkowatych” lub „dzwonowatych” namiotów wojskowych tamtych czasów. Jego maszt, oparty na trójnogu, pod którym można było rozpalić ogień dla gotowania lub ogrzania wnętrza, składał się teleskopowo, a więc zajmował niewiele miejsca, co było ważne przy przechowywaniu i transporcie. Projekt Sibleya odrzucał też wszechobecne w obozach linki naciągowe, przytwierdzając namiot do ziemi dwudziestoma czterema kołkami. Na dodatek, w odróżnieniu od wcześniejszych konstrukcji, zastosowano otwór i kaptur kierunkowy na szczycie, co ułatwiało wentylację i odprowadzanie dymu ogniska niezależnie od kierunku wiatru.
Urząd Patentów i Znaków Towarowych Stanów Zjednoczonych przyznał 22 kwietnia 1856 roku Sibleyowi patent nr 14740. US Army wypróbowała namiot podczas wyprawy do Utah zimą 1857–1858 i uznała konstrukcję za spełniającą wymogi. Kilku weteranów wojen z Indianami zauważyło podobieństwa z indiańskimi tipi, takie jak otwór do odprowadzania dymu, palenisko czy kołki przytwierdzające dolną krawędź do gruntu.
Zgodnie z umową zawartą w roku 1858 z ówczesnym Departamentem Wojny, Sibley miał otrzymywać 5 dolarów za każdy wyprodukowany namiot. Ponieważ po wybuchu wojny secesyjnej Sibley odszedł z US Army i wstąpił do armii konfederatów, nic nie dostał za swój wynalazek. Armia Unii wyprodukowała w czasie wojny około 44 tysięcy namiotów Sibleya.
Po śmierci Henry’ego Hopkinsa Sibleya jego krewni próbowali − bezskutecznie − odzyskać część jego honorariów.